# 晉國九華太夫人
晉國九華太夫人水丘氏（?—?），中国五代十国吴越国主钱镠之祖母，河南水丘氏。嫁于钱镠之祖父钱宙。生子钱宽（钱镠父），她与儿媳（钱镠的母亲）同姓，出自一门。天宝三年（909年），作为宗主国的後梁追封吴越钱镠的祖母为为晉國九華太夫人。